# A zsaru szava
A zsaru szava (eredeti címe Parole de flic) 1985-ben bemutatott francia bűnügyi kalandfilm, José Pinheiro rendezésében. Főszereplője Alain Delon, aki egyben a film producere is volt. A forgatókönyvet Philippe Setbon és Frédéric H. Fajardie (írói nevén Ronald Moreau) írták.

## Cselekmény
Daniel Pratt, egykori francia rendőr már 10 éve visszavonult a rendőri munkától és Afrikában él. Hírt kap, hogy Lyonban maradt leánya meghalt. Visszatér Franciaországba. Megtudja, hogy a lány rossz társaságba keveredett, barátait elkísérte egy lopási akcióba. A fiatal tolvajokat egy álarcos fegyveres csoport támadta meg, akik mindenkit lemészároltak, köztük Pratt leányát is. Az ügyön dolgozó fiatal női rendőrnyomozó, Sabine Clément elmondja Prattnak, hogy nem ez volt első tömeggyilkosság. Az ismeretlen fegyveresek rendszeresen gyilkolnak le különböző bűnöző csoportokat a városban. Mindig SPAS-12 katonai félautomata karabélyokat használnak. Pratt nem akar együttműködni Sabine-nal. Saját nyomozásba kezd, hogy megbosszulja leánya halálát. Reiner rendőrfelügyelő, Pratt régi főnöke és barátja utasítja a vonzó Sabine-t, hogy állandóan tartsa szemmel Prattot, mert attól tart, ha a férfi találja meg a gyilkosokat, vérfürdőt rendez.
Pratt kijátssza az őt figyelő rendőröket. Felkeresi régi ismerősét, egy visszavonult fegyverkereskedőt, akiből kínzással és fenyegetéssel kiszedi, hogy kinek adott el ilyen félautomata fegyvereket. A lőtéren megtalálja az Abel nevű férfit, és követi a csoport találkozó helyére. Azonban Abel is figyeli Prattot, tudja, hogy rájuk vadászik, többször is megkísérli megölni, de sikertelenül. Sabine önként Pratt szeretője lesz, de a férfi őt is félrevezeti, és folytatja privát nyomozását. Egy éjszaka a csoport újabb bűnözőkre, kábítószer-kereskedőkre csap le, mindenkit halomra lőnek. Pratt a helyszínen várja őket, egyiküket, Sylvaint meglövi, de a többiek kimentik, mielőtt Pratt kifaggathatná. A sebesült Sylvaint később Pratt felkeresi a munkahelyén, és kínzással újabb neveket szed ki belőle. Sylvaint társai a kórházban megölik, nehogy feladja őket. Pratt betör a lőtér irodájába és elviszi a tagok fényképes belépő kártyáit, ezek alapján kezd gyilkolni. Reiner felügyelő és Sabine előtt eltitkolja saját értesüléseit, mert nem akarja, hogy a gyilkosokat a rendőrség megtalálja, ő maga akar végezni mindegyikükkel. Régi fegyverkereskedő haverjától maga is automata fegyvereket szerez. Abel, a csoport vezetője többször is megpróbálja megölni Prattot, de ő minden csapdát első pillantásra rögtön felismer és hatástalanít. Ő maga közben sorra gyilkolja a csoport tagjait a megszerzett névsor szerint.
Prattra vadászva a fegyveresek betörnek Sabine Clément nyomozóhoz is. A rendőrlány fegyvert fog rájuk, a támadók rálőnek, Sabine kórházba kerül. Pratt újabb „célszemélyt” készül megölni, de a helyszínen a rendőrség nagy erőkkel várja. Letartóztatják több gyilkosság vádjával. Pratt megtudja, hogy régi barátja, Reiner felügyelő adta a tippet. De Pratt erre is előre felkészült: túszt ejt, autóval elmenekül és a Rhône folyóba hajt. A rendőrök azt hiszik, megfulladt, és elmennek. Reiner felügyelő, a bűnözőket irtó titkos csoport valódi vezetője lelövi Abelt, akire már nincs szüksége. Miután mindenki eltávozott, Pratt feljön a víz alól, egy hajón átöltözik, és Reiner nyomába indul. Egy  cirkuszban talál rá, feleségével és fiával. Bohócnak öltözve foglyul ejti a felügyelőt, aki bevallja neki, hogy társaival a lyoni alvilági miliőt akarta ritkítani, mert velük szemben hivatalos rendőrként tehetetlen volt. Pratt leánya rosszkor volt rossz helyen. Pratt úgy dönt, nem öli meg Reinert, de amikor felügyelő fegyvert fog rá, Pratt agyonlövi őt is, majd visszatér Afrikába.

## Főbb szereplők
| Szerep                          | Színész                | Magyar hangja (1. szinkron) |
| ------------------------------- | ---------------------- | --------------------------- |
| Daniel Pratt                    | Alain Delon            | Fülöp Zsigmond              |
| Stéphane Reiner rendőrfelügyelő | Jacques Perrin         | Rosta Sándor                |
| Sabine Clément nyomozó          | Fiona Gélin            | N/A                         |
| Madame Dominique Reiner         | Éva Darlan             | N/A                         |
| Sylvain Dubor                   | Jean-François Stévenin | N/A                         |
| Abel Salem                      | Stéphane Ferrara       | N/A                         |
| Dax                             | Vincent Lindon         | N/A                         |
| Dax segédje                     | Sacha Gordine          | N/A                         |
| Brice, karatéka                 | Dominique Valera       | N/A                         |

További magyar hangok: Bozsó Péter, Roatis Andrea, Varga Tamás, Várkonyi András, Zakariás Éva

## Gyártás
A film legtöbb jelenetét Lyon külvárosaiban forgatták. A afrikai jeleneteket a Kongói Népköztársaságban („Brazzaville-Kongóban”) vették fel. Egy diszkós akciójelenetet Lyon 13. kerületében, a Navy Clubban forgattak le.
A rendező a lyoni külvárosi jeleneteket Vénissieux-ben, a Les Minguettes negyedben akarta forgatni, mivel ez a környék akkoriban kezdett hírhedtté válni az ottani szociális problémák, rossz közbiztonság és növekvő erőszakos bűnözés miatt. A polgármester azonban a kerület maradék hírnevének védelmében megtiltotta, hogy a kerület nevét megemlítsék, és hogy a helyszínek felismerhetőek legyenek. Így a bűncselekmények helyszíneit bárhol megtalálható, lerobbant ipari telephelyeken vették fel, a problémás zónát pedig a fiktív „Les Magrettes” néven említik.

## Filmzene
A filmben elhangzik Alberto Carrara Shine on Dance és Lorraine McKane Let the Night take the Blame című dala. A záró zeneszámot (I don’t know) Alain Delon és Phyllis Nelson adják elő.

## Fogadtatás
Franciaországban a film nagy közönségsikert ért el, a bemutató évében 2 517 875 fizető jegyvásárlót regisztráltak, megelőzve a vele egy időben futó Halálvágta című angol James Bond-filmet.
Európában vegyes kritikákat kapott. Felrótták, hogy az ekkoriban egyszemélyes akciófilmekre átállt, ötvenéves Alain Delon a saját kisportolt testére szabta az egész történést, továbbá a film az önbíráskodást dicsőíti, szellemisége rasszista.